# Kühlcontainerschifffahrt
In der Kühlcontainerschifffahrt verwendete man bei den Containerdiensten in Nord-Süd-Richtung mit hohem Kühlladungsanteil anfangs Kühlstäbe für Porthole-Kühlcontainer. Die Ost-West-Dienste setzten dagegen Integral-Kühlcontainer ein. Bis 1995 wurden Kühlcontainerschiffe mit Kühlstäben gebaut. Die letzten Neubauten wurden  für die Reederei Aliança, einer Tochter der Hamburg Süd, für den Südamerikadienst abgeliefert. Heute werden in der Kühlcontainerschifffahrt nur noch Integral-Kühlcontainer eingesetzt. Über die derzeit größte Kühlcontainerkapazität verfügen die Schiffe der Monte- und Rio-Klasse der Reederei Hamburg Süd mit Stellplätzen für rund 2500 TEU Integralcontainer. Es gibt eine sehr kleine Gruppe von Schiffen, wie z. B. die Puritan, bei denen der Name schon sagt, dass sie nur Kühlcontainer transportieren.

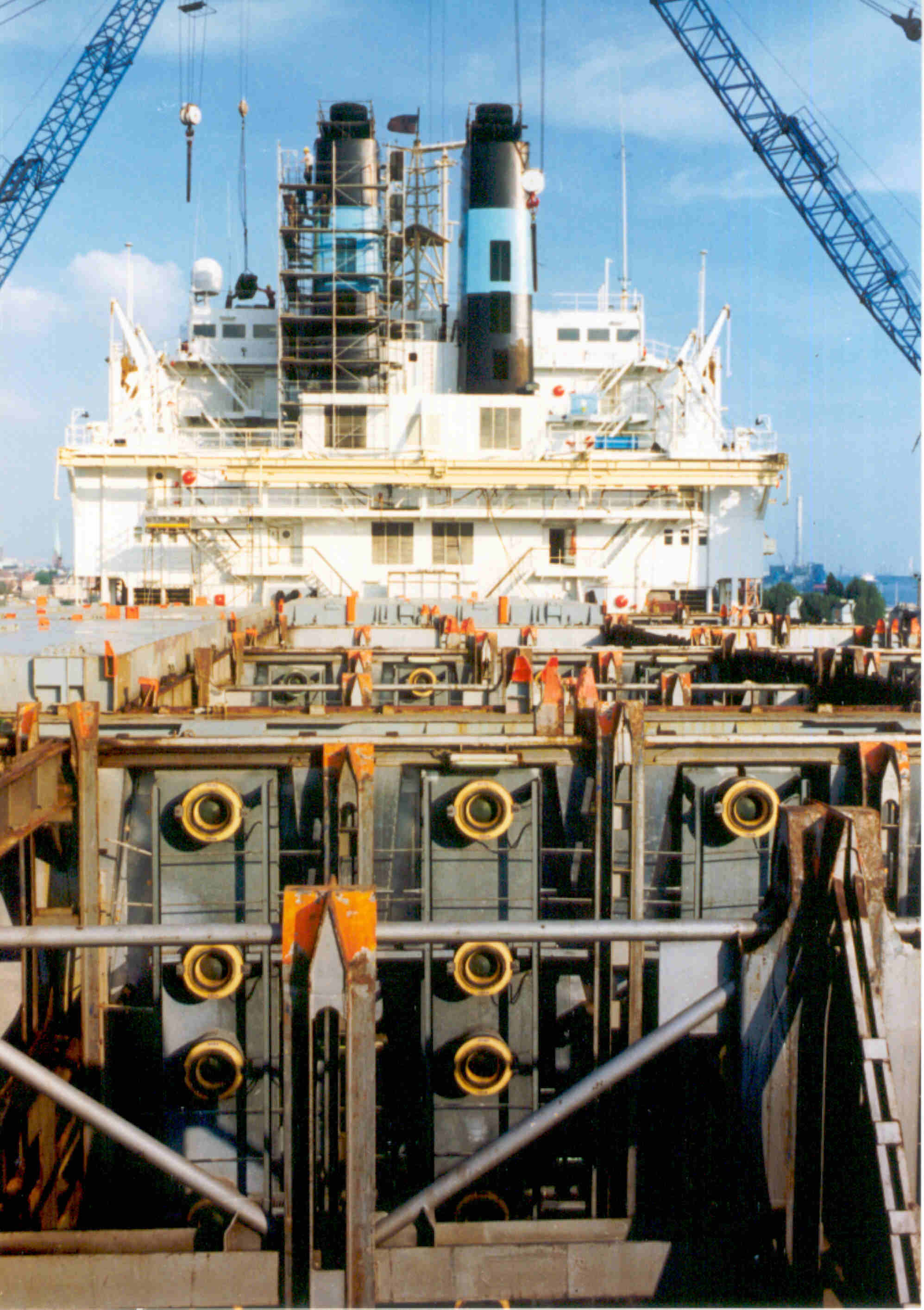
Die DAL Kalahari (hier als Maersk Hamburg) wurde im Südafrikadienst eingesetzt

## Umstellung der Linienfahrt auf Kühlcontainer
Die vorher ständig wachsenden Kosten der Linienschifffahrt der Stückgutfrachter hatten ihre Ursachen im Stückgutumschlag. Der Umschlag durch die verschiedenen Größen, Verpackungen und Gewichte der einzelnen Stückgüter war zeitaufwändig und außerordentlich personalintensiv. Um die notwendigen Transport-, Zwischenlagerungs- und Umschlagsvorgänge zu vermeiden, mussten die Stückgüter vereinheitlicht werden. Durch den Container wurde eine Vereinheitlichung im 20-Fuß-Raster realisiert, es konnte der angestrebte Massengutcharakter verwirklicht werden und neben der Homogenisierung der Ladung erhielten die Stückgüter einen wirksamen Schutz vor Witterung und Diebstahl. Dies galt besonders für die extrem sensible Kühlladung. Der Umschlag konnte mit dem Container deutlich schneller und durch die Mechanisierung mit erheblich weniger Personal durchgeführt werden.

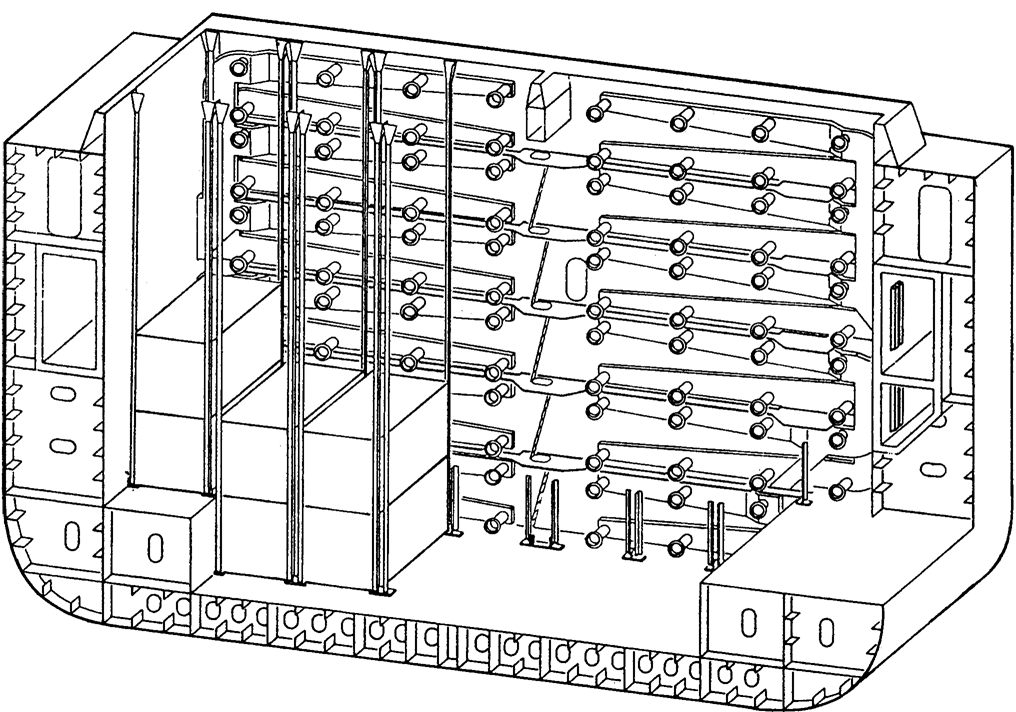
Anfangs wurden waagerechte Kühlstäbe angewendet

Der Begriff Kühlcontainerschiff ist nicht klar definiert. Häufig werden alle Containerschiffe mit mehr als 50 Steckdosen für Kühlcontainer als Kühlcontainerschiffe bezeichnet. Andere Definitionen bezeichnen nur Containerschiffe mit Kühlstäben als Kühlcontainerschiff.
Es wurden zur Begriffsklärung folgende Definitionen vorgeschlagen:
- TEU = 20-Fuß-Einheit
- R-TEU = Reefer TEU
- PR-TEU = Porthole Reefer TEU
- IR-TEU = Integrated Reefer TEU
- Kühlschiff = alle Laderäume sind isoliert und kühlbar
- Kühlcontainerschiff = Containerschiff mit mehr als 50 R-TEU (Drewry)

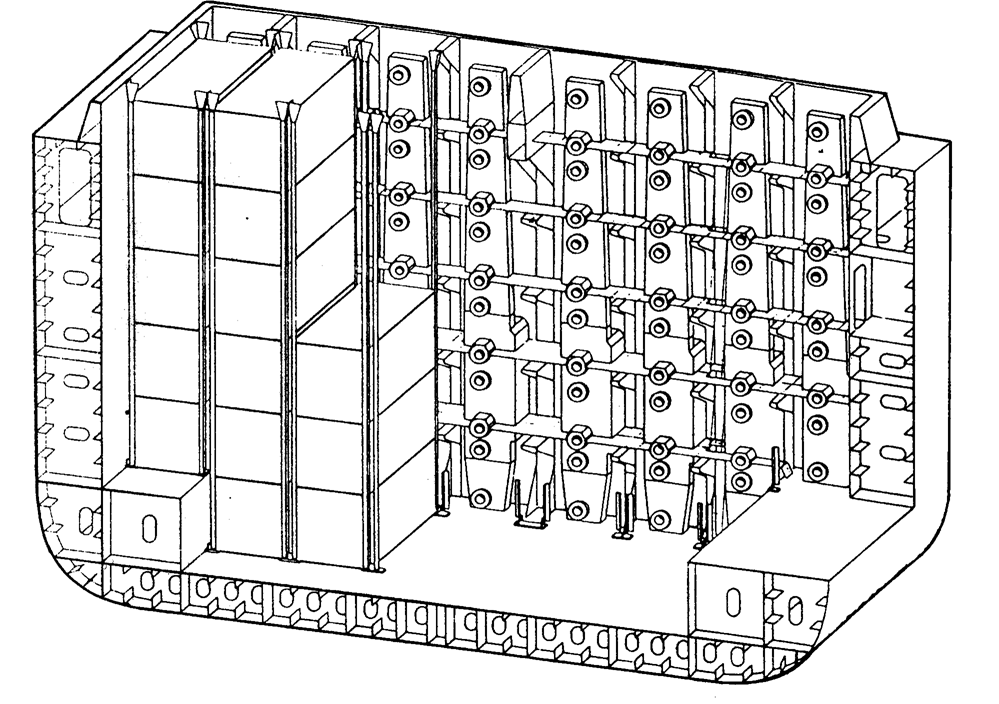
Die 2. Generation dieser Schiffe erhielten senkrechte Kühlstäbe

Das Prinzip, ein System von Kälteanlagen und Kühlstäben im Laderaum zum Anschluss von Porthole-Kühlcontainern zu installieren, wurde in Europa entwickelt, als der Australien-Liniendienst 1969 ziemlich abrupt auf Container umgerüstet wurde. Vorher wurden in diesem Dienst Linien-Frachtschiffe mit einem großen Kühlraumanteil eingesetzt. Lange Liegezeiten, Dauerstreiks in australischen Häfen und ein hoher Anteil von Ladungsdiebstählen waren Gründe für die schnelle Containerisierung.
Die Schiffsneubauten dieser Pionierphase in der Zeit von 1969 bis 1978 wurden notwendig zur Containerisierung von neuen Fahrtgebieten im Nord-Süd Verkehr mit mittleren (20 bis 30 Prozent) oder hohem Kühlladungsanteil (größer als 50 Prozent). Bei den Neubauten, die nach 1980 in den Dienst gestellt wurden, handelt es sich dann überwiegend um Ersatzbauten älterer oder ungeeigneter Schiffe oder auch Nachbauten zur Aufstockung und Verdichtung einzelner Linien, um häufigere Abfahrten zu bieten. Ursache dafür waren gestiegenes Ladungsaufkommen und verbesserte Infrastruktur in den betreffenden Ländern zum Straßen- oder Bahnverkehr der Container im Binnenland. Erst dadurch wurden die Vorteile der Container in der geschlossenen Kühlkette voll nutzbar.

### Europa-Australien (1969)

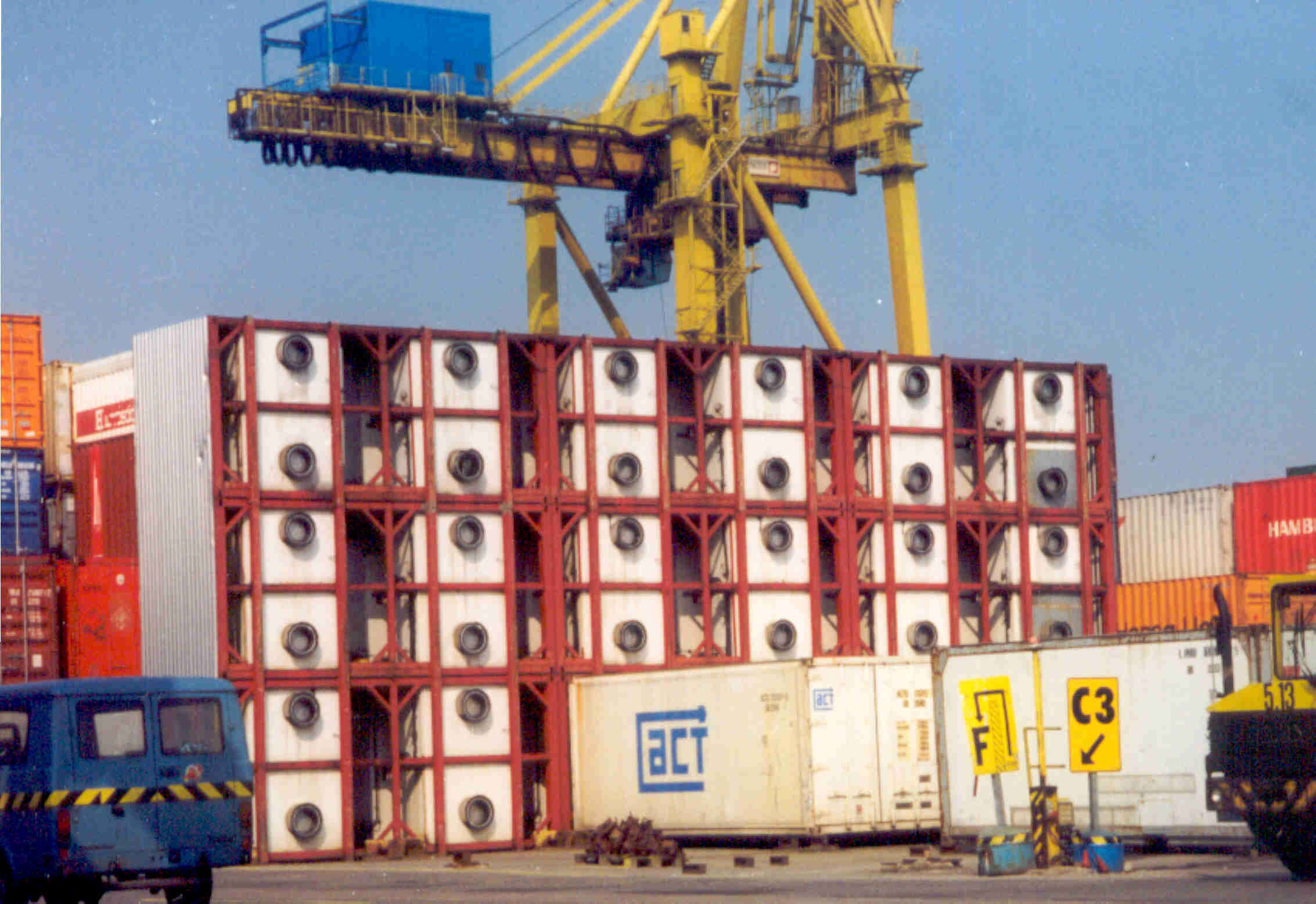
Kühlstäbe im Hafen sorgen für eine geschlossene Kühlkette

1969 begannen die Reedereien OCL und ACT diesen Dienst mit Kühlcontainerschiffen, die mit schiffseigenen Kühlsystemen und Kühlstäben zum Anschluss an Porthole-Container ausgestattet waren, wie zum Beispiel das Containerschiff ACT I, das 326 TEU-Kühlcontainer transportieren konnte. 1970 folgte Hapag-Lloyd mit der Sydney Express (120 PR-TEU) und 1971 die Reederei Hamburg Süd mit der Columbus-New-Zealand-Klasse (454 PR-TEU). Einzelne Kühlstäbe versorgten bis zu 48 Kühlcontainer und waren anfangs horizontal angeordnet. Im zweiten Schritt erfolgte bei späteren Schiffen dann eine rein vertikale Anordnung. Diese Anordnung kam dem bordseitigen Betrieb sehr entgegen und ermöglichte eine klare Aufteilung der Container und Temperaturen. Das ergab Sicherheit auch bei kleineren Ladungspartien und verringerte die Fehlermöglichkeiten.

### USA-Australien (1971)
1971 wurde dieser Container-Dienst mit hohem Kühlcontaineranteil eröffnet. Die wichtigste Linie war die Columbus Line, eine Tochtergesellschaft der Hamburg Süd. Die Columbus New Zealand, das erste Schiff in diesem Dienst, zählte damals mit 758 TEU und 454 PR-TEU zu den größten Kühlcontainerschiffen der Welt. Das Ladungsaufkommen nahm ständig zu und im Dezember 1976 kam das vierte Schiff, die Columbus Victoria von der Seebeck-Werft in diesen Dienst.

### Europa-Karibik (1976)

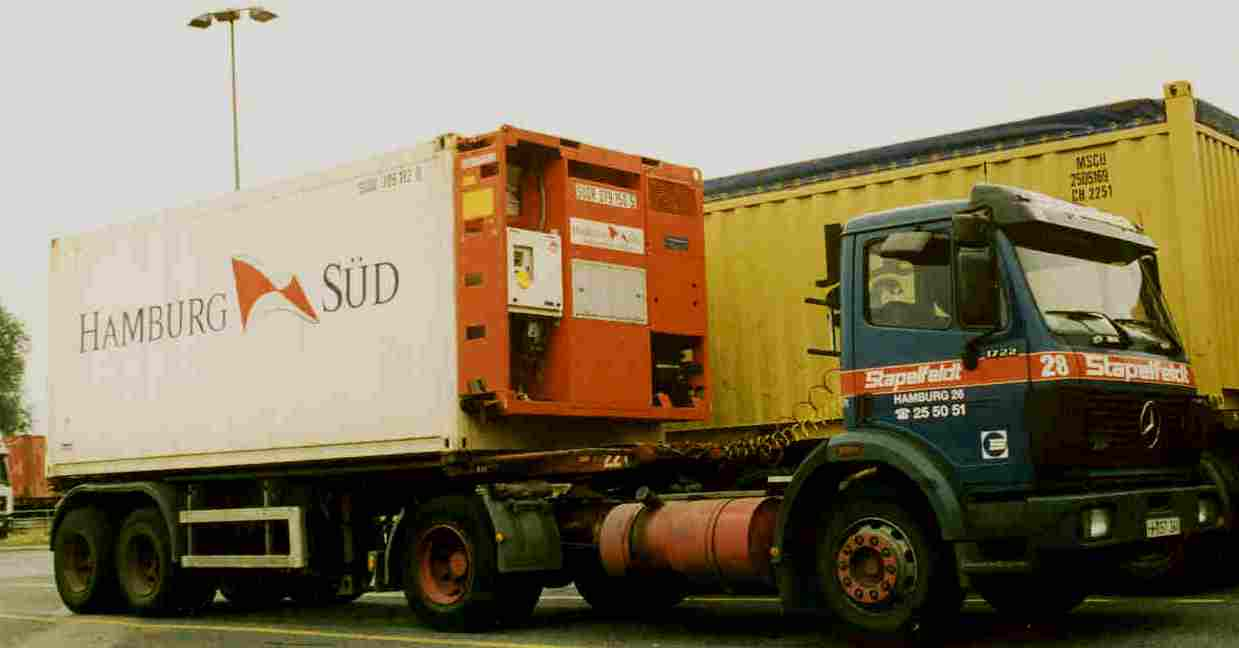
Porthole-Container auf einem Lkw

Der CAROL-Dienst der Caribbean Overseas Lines Ltd. ist ein Gemeinschaftsdienst, dem unter anderem Hapag-Lloyd angehört. Sechs baugleiche Schiffe mit 120 Kühlcontainer (PR-TEU) werden eingesetzt, die Caribia Express von Hapag-Lloyd eröffnet diesen Dienst am 6. Dezember 1976. Die Rundreise dauerte 52 Tage.
Die CMA CGM eröffnete einen eigenen Dienst mit vier Schiffen mit 1510 TEU, davon rund 900 PR-TEU. Es wurden vorwiegend Bananen in 40-Fuß-Porthole-Container transportiert.

### Europa-Südafrika (1977)
Der Containerverkehr zwischen Europa und Südafrika (SAECS, South-Africa-Europe-Container-Service) begann 1977 mit sieben Schiffen. Sie hatten eine Tragfähigkeit um 50.000 tdw, Anschlüsse für rund 900 Kühlcontainer (PR-TEU) und liefen 23 Knoten. Die Deutsche Afrika-Linien war mit der Transvaal beteiligt.

### Europa-Südamerika (1980/1984)

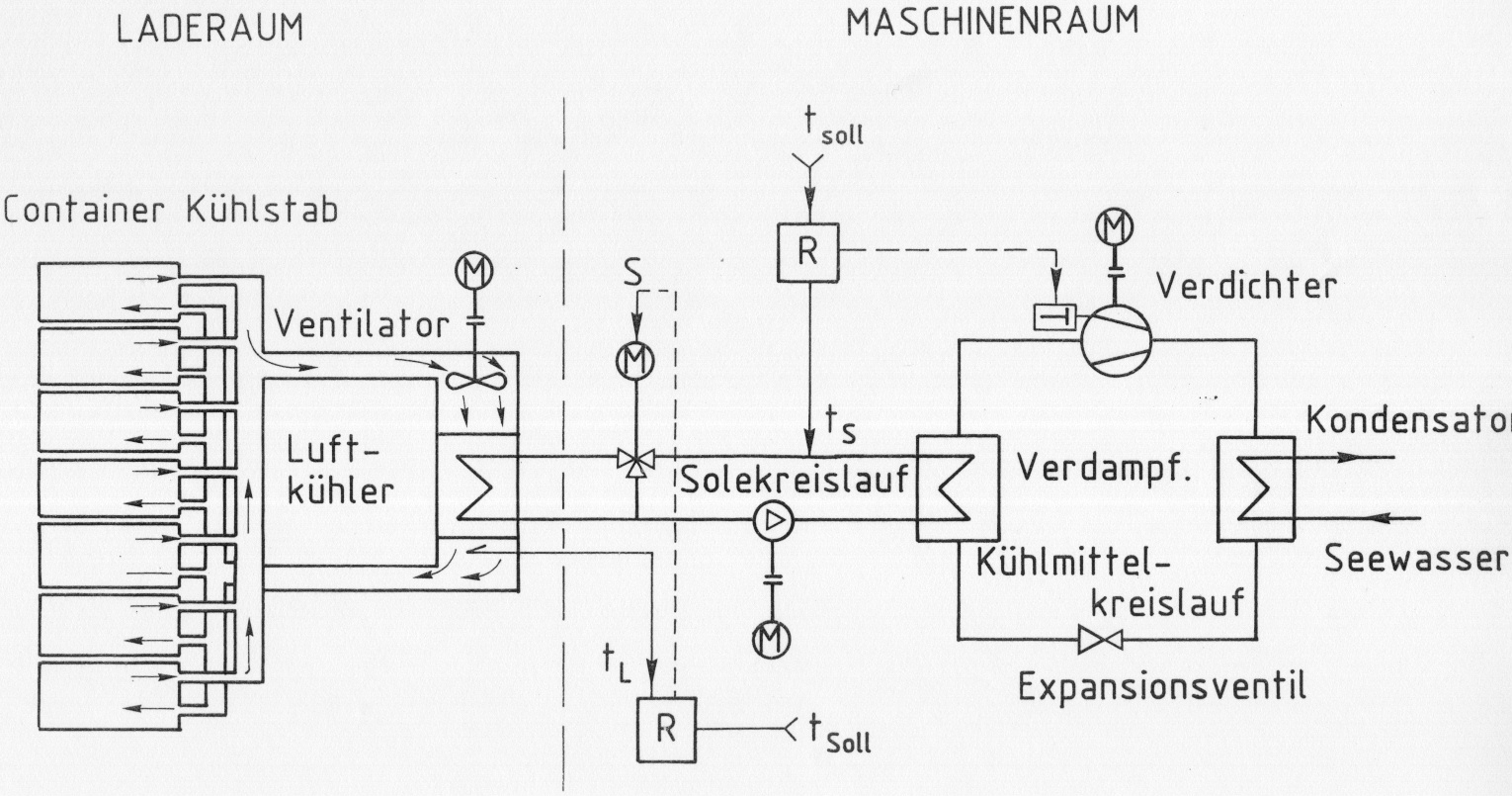
Schematische Darstellung des Systems Kälteanlage, Kühlstab und Porthole-Container

1980 eröffnet die Reederei Hamburg Süd mit den Schiffen Monte Olivia und Monte Sarmiento den Südamerika-Dienst zur Ostküste, als Kühlladung wird vorwiegend Fleisch transportiert. Der Dienst wird mit verlängerten und neuen Kühlcontainerschiffen dem steigenden Ladungsaufkommen angepasst. 1981 folgen die Monte Rosa und die Monte Cervantes von der Seebeck-Werft und 1990 die Cap-Klasse von den Flender-Werken. 1984 wurde der Eurosaldienst von verschiedenen Reedereien aus Europa und Südamerika mit fünf und später sechs Schiffen, die mit einem Portalkran ausgestattet waren, eröffnet. Daran ist Hapag-Lloyd beteiligt, seit 1990/91 mit der Andes auch die Hamburg Süd.

### USA-Südamerika (1987)
Unter dem Namen Columbusdienst fuhren ab 1987 Kühlcontainerschiffe der Hamburg-Süd im Ost- und Westküstendienst. Anfangs mit gecharterten Containerschiffen der Reederei Offen. Diese Schiffe hatten keine Kühlstäbe, sondern Steckdosen für Integral-Kühlcontainer.

## Entwicklung der Kühlcontainer
Bei Kühlcontainern wird zwischen dem Integral-Container mit eigenem, im Container integrierten Kühlaggregat und dem Isolier-Container (Porthole- oder auch CON-AIR-Container) unterschieden, der bord- oder landseitig durch zwei Öffnungen in der Stirnseite mit Kaltluft versorgt wird.

### Isolier-Container

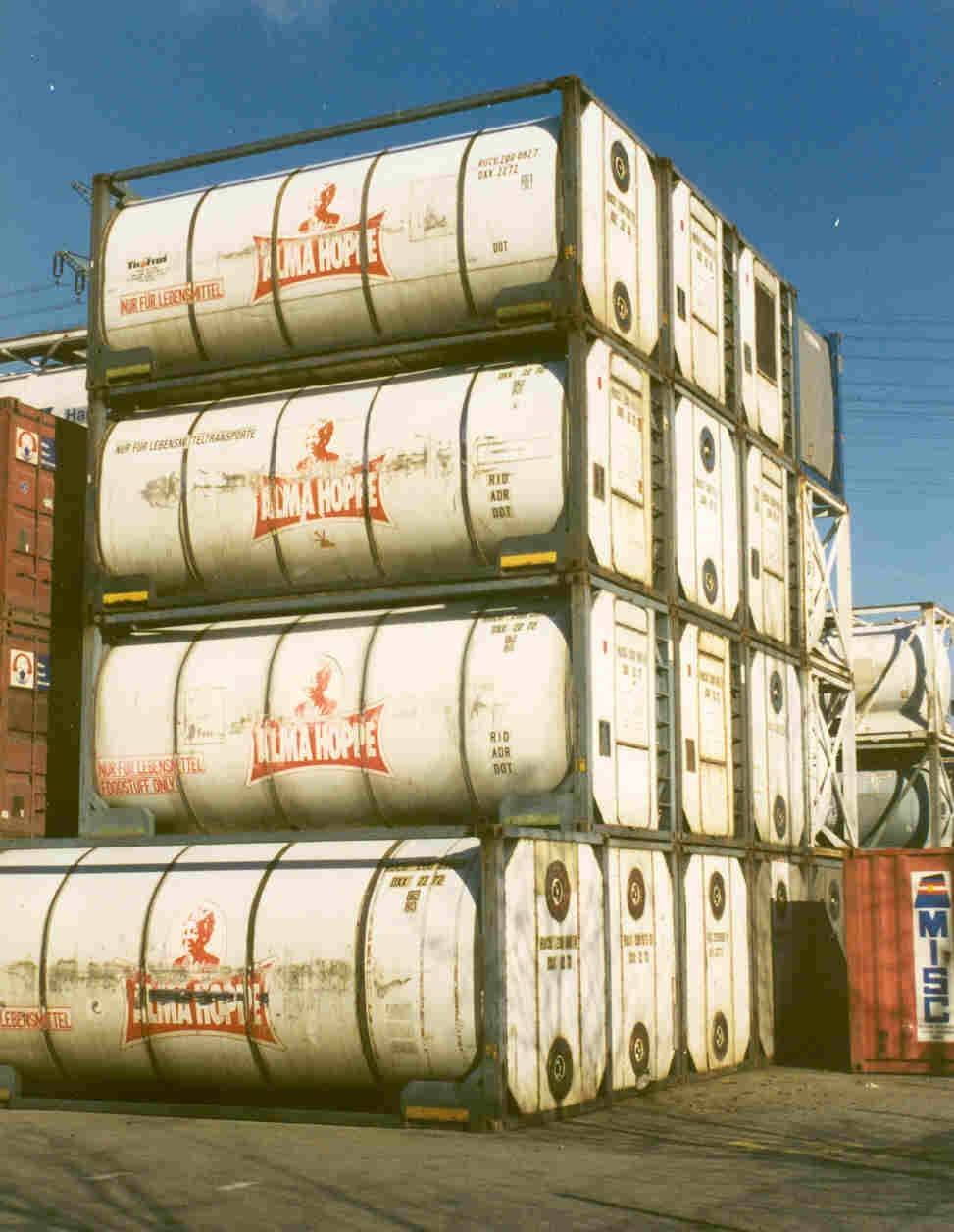
Porthole-Tankcontainer

Die anfangs in den Nord-Süd-Fahrtgebieten verwendeten Isolier-Container werden durch schiffsseitige Kälteanlagen gekühlt. Bei diesen Kälteanlagen unterschied man direkte und indirekte Anlagen. Bei den direkten Anlagen waren die Luftkühler in den Kühlstäben als Verdampfer ausgeführt, in denen das Kältemittel verdampfen konnte. Die Kältemaschinen befanden sich dezentral in der Nähe der Laderäume. Bei den indirekten Systemen war ein Solekreislauf zwischengeschaltet und die Kältemaschinen waren zentral im Maschinenraum angeordnet.
Die Kühlung erfolgt durch zwei Öffnungen an der Stirnseite der Container, daher auch der Name Porthole-Container. Durch die untere Öffnung fließt die kalte Luft in den Container, aus der oberen tritt die erwärmte Luft wieder aus. Die Kühlluftversorgung erfolgt überwiegend durch senkrechte, seltener durch waagerechte Kühlstäbe. Diese Kühlstäbe sind isoliert und in Zu- und Abluftkanal unterteilt, jeder Kühlstab hat einen Luftkühler und Umwälzlüfter, damit kann pro Kühlstab eine Temperatur gefahren werden. Pro Kühlstab können je nach Schiffshöhe fünf bis neun Container angeschlossen werden. Inzwischen wurden die Porthole-Container von den Integral-Containern abgelöst.

### Integral-Container

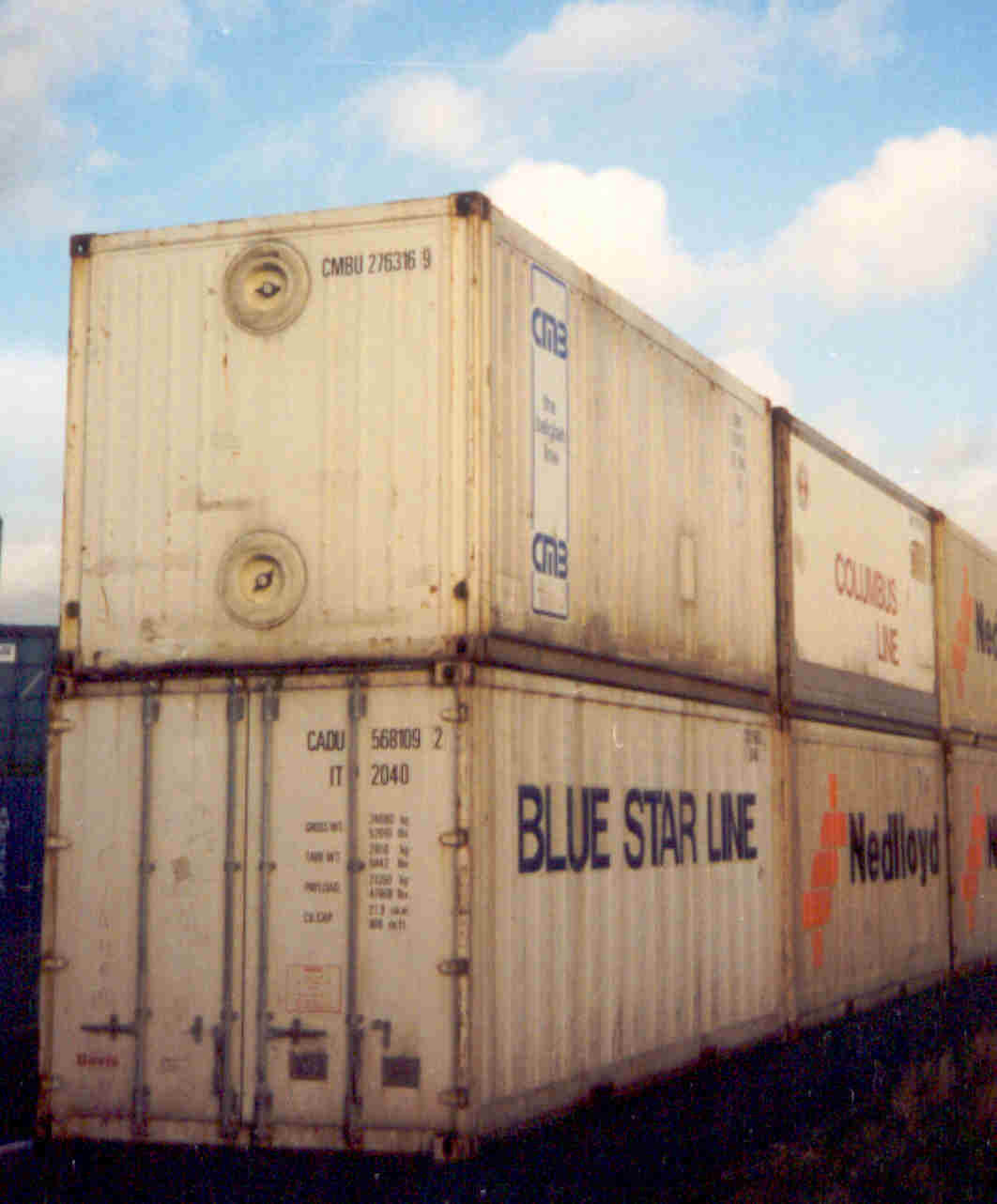
Porthole-Kühlcontainer

Integral-Container sind Kühlcontainer mit eigenen Kälteaggregaten, die elektrisch betrieben werden. Der Strom wird vom Schiff zur Verfügung gestellt. Dafür werden spezielle Kühlcontainersteckdosen installiert. Die elektrische Anschlussleistung beträgt für den 20-Fuß-Container etwa 4 – 8 kW und für den 40-Fuß-Container etwa 6 – 12 kW. Der E-Bedarf ist abhängig von der Art der Ladung, dem Regelungsprinzip, den Umgebungsbedingungen und der installierten Kälteleistung. Bei Fruchtladung wird die höhere Leistung benötigt, am extremsten ist der Strombedarf beim Herunterkühlen von Bananenladung, da sie häufig mit Umgebungstemperaturen geladen werden. Das Kühlaggregat ist an der Stirnseite angeordnet und bläst die im Verdampfer abgekühlte Luft am Boden des Containers zur gegenüberliegenden Tür. Die Luft steigt zwischen der Ladung nach oben und wird von dort wieder angesaugt. Diese Container werden in der Regel an Deck normaler Containerschiffe befördert, die mit entsprechenden Elektroanschlüssen versehen sind und ausreichende Kapazität haben. An Deck werden Kühlcontainer nur zwei Lagen hoch gestaut. Da in den Nord-Süd-Fahrtgebieten diese Kühlcontainer-Kapazität nicht ausreicht, werden Kühlcontainer auch unter Deck gefahren, wobei dann eine zusätzliche Wärmeabfuhr notwendig wird.

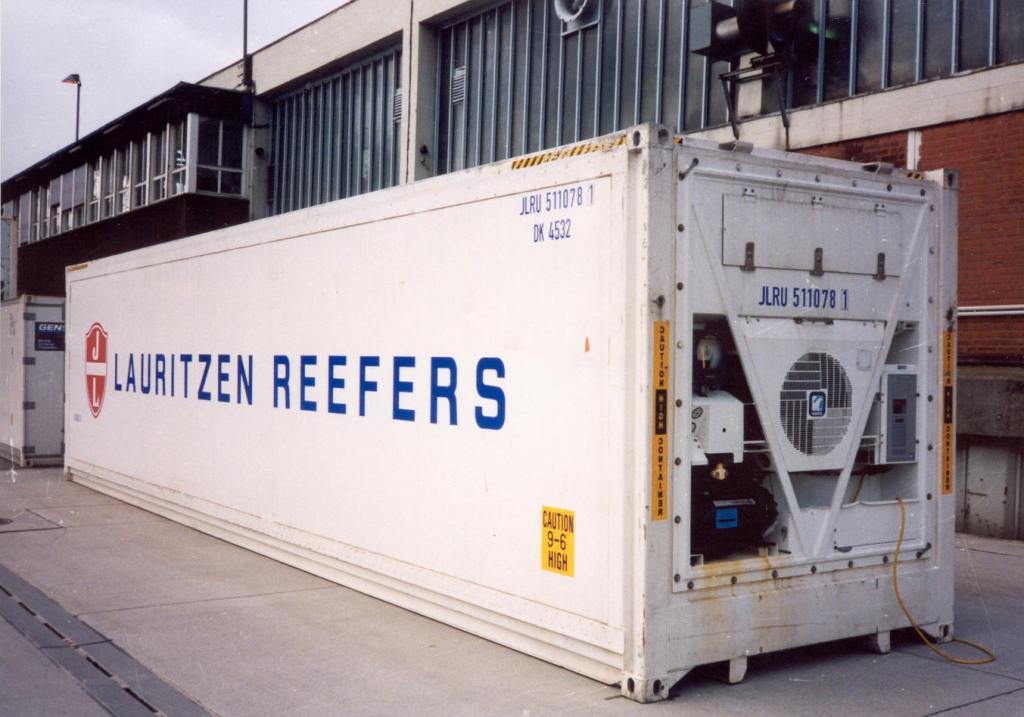
Integralkühlcontainer

In den Häfen sind in der Regel ebenfalls Kühlcontaineranschlüsse vorhanden, beim Landtransport mit LKW oder mit der Bahn werden Dieselgeneratorensätze, sogenannte Clip On angehängt.
Die besonderen Merkmale der heutigen Kühlcontainerschiffe sind Kühlcontainer unter Deck und eine hohe installierte elektrische Leistung. Für die Wärmeabfuhr der Kondensatorwärme gibt es mehrere Möglichkeiten wie z. B. Luftaustausch, Luft/Luft-Wärmetauscher, und Luft-Wasser-Wärmetauscher. Die direkte Kühlwasserversorgung der Kondensatoren wird unter anderem von der Reederei Mærsk Line angewendet.

## Kosten
Die Investitionskosten von Porthole-Kühlcontainerschiffen liegen deutlich über denen von Containerschiffen mit Integrated-Kühlcontainern. Der notwendige Containerpark von Integrated-Containern kann im Gegensatz zu Porthole-Containern problemlos geleast werden, bindet daher weniger Kapital.

## Bilder

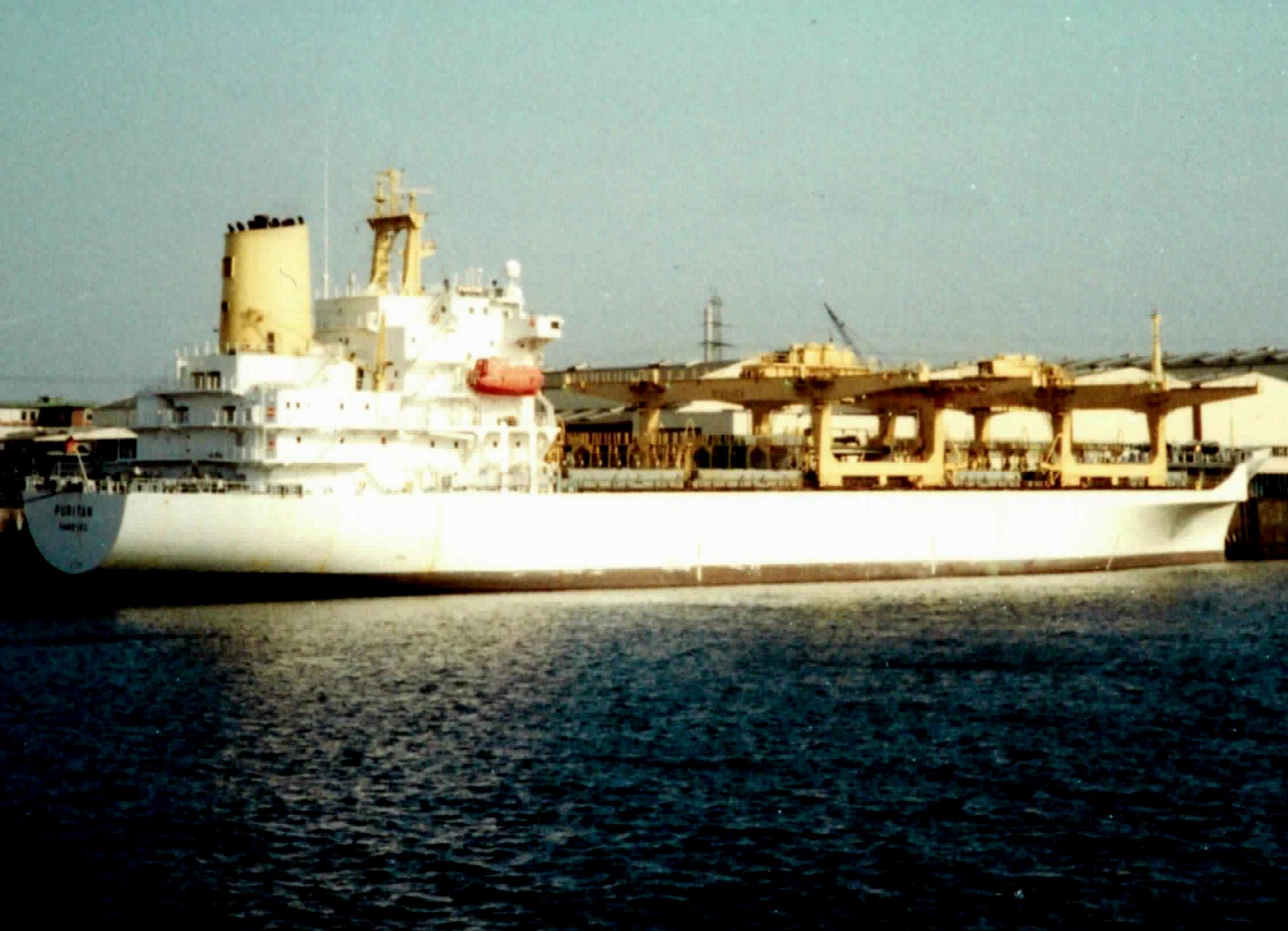
Das Kühlcontainerschiff Puritan in Hamburg
Kühlcontainer an Deck eines Containerschiffes
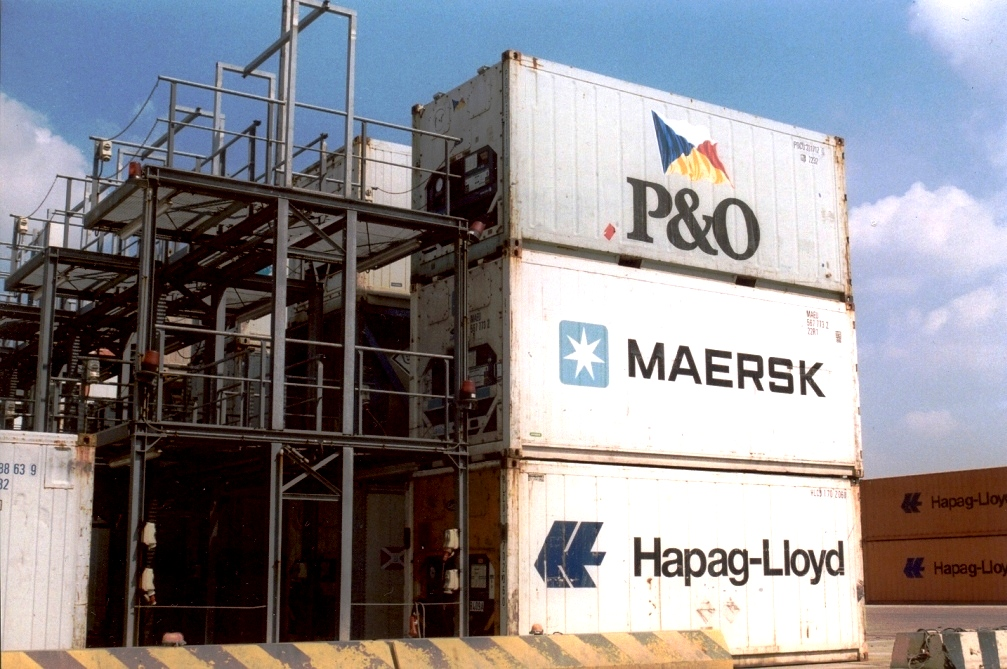
An das Stromnetz angeschlossene Kühlcontainer im Hafen
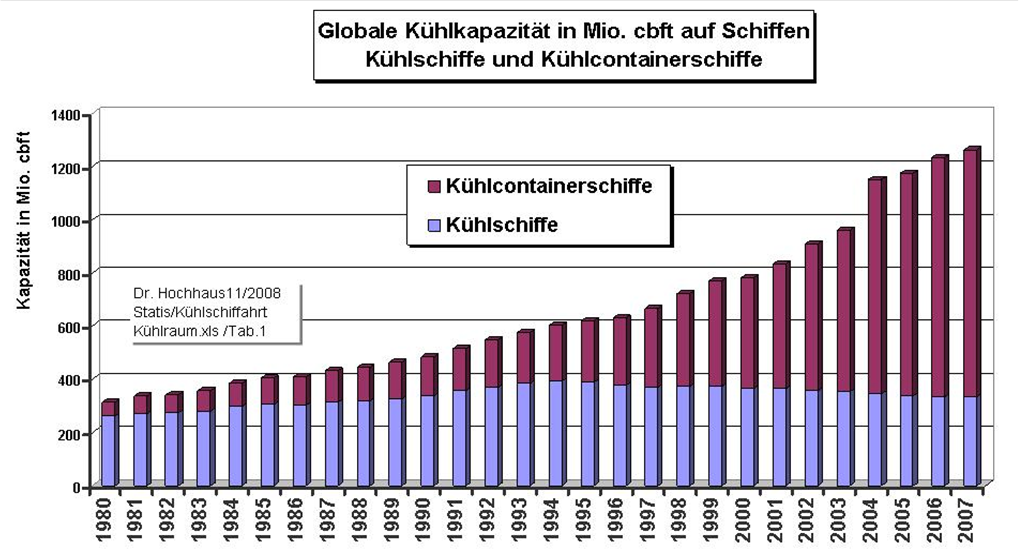
Entwicklung der Ladungsverteilung auf Kühlschiffe und Kühlcontainer